# フットボール刑事の芸人家宅捜査
ABC警察24時! フットボール刑事の芸人家宅捜査（エービーシーけいさつにじゅうよじ! フットボールデカのげいにんかたくそうさ）は、ABCテレビ（朝日放送）製作で不定期に放送されていたバラエティ番組である。

## 概要
フットボールアワーの2人が刑事と鑑識官に扮し、刑事の後藤輝基（服装は踊る大捜査線の青島俊作のオマージュ）と鑑識官の岩尾望（大阪府警鑑識官の制服そっくりな服及び帽子を着用）が芸人の自宅などに踏み込んで家宅捜査を行い、芸人のプライベートや素顔、月給などを暴露する番組である。基本的には芸人またはコンビの相方が不満や悩みを訴えて依頼し、それを受けて該当する芸人の自宅に（当然予告なしで）立ち入るというスタンスだったが、10では自宅ではない回が出たためか、番組名も「フットボール刑事10」となった。
2007年10月6日、13日には土曜深夜放送のドスペ2枠で初のテレビ朝日で放送が行われ、それ以降不定期で放送されている。

## 出演者
- フットボールアワー
  - 後藤輝基（刑事）
  - 岩尾望（鑑識官）
- 畑中フー（ナレーション）

### 容疑者
第1回
- 山崎静代（南海キャンディーズ）
- 西川晃啓（レギュラー）
- 八木真澄（サバンナ）

第2回
- 山里亮太（南海キャンディーズ）
- 徳井義実（チュートリアル）
- 川島明（麒麟）

第3回
- 藤本敏史（FUJIWARA）
- 西川晃啓（レギュラー）

第4回
- 渡辺直美
- 田村裕（麒麟）
- 林健（ギャロップ）

第5回
- 春日俊彰（オードリー）
- 木村卓寛（天津）
- 中山功太

第6回
- 友近
- 井上裕介（NON STYLE）
- 後藤淳平（ジャルジャル）

第7回
- 西森洋一（モンスターエンジン）
- 池田一真（しずる）
- 哲夫（笑い飯）

第8回
- 藤森慎吾（オリエンタルラジオ）
- 楽しんご
- 鰻和弘（銀シャリ）

第9回
- 真栄田賢（スリムクラブ）
- 川島明（麒麟）
- 大林健二（モンスターエンジン）

第10回
- 大悟（千鳥）
- 瀬戸洋祐（スマイル）
- 今別府直之

### 依頼した芸人
第1回
- 山里亮太（南海キャンディーズ）
- 松本康太（レギュラー）
- 高橋茂雄（サバンナ）

第2回
- 山崎静代（南海キャンディーズ）
- 福田充徳（チュートリアル）
- 田村裕（麒麟）

第3回
- 原西孝幸（FUJIWARA）

第4回
- 毛利大亮（ギャロップ）

第7回
- 村上純（しずる）

第8回
- 中田敦彦（オリエンタルラジオ）
- 橋本直（銀シャリ）

第9回
- 内間政成（スリムクラブ）
- 田村裕（麒麟）
- 西森洋一（モンスターエンジン）

第10回
- ウーイェイよしたか（スマイル）

### 愛車検問（第3回のみ）
- オール巨人
- たむらけんじ
- 哲夫（笑い飯）

## スタッフ
第10回時点
- 構成：貝島純一（AZITO）、和田義浩、京都市行、大海克仁
- ロケマネージメント：鍋谷直輝（JET PRODUCTION）
- CAM：広江健志、岡田真悟
- EED：赤羽直樹
- テロップ：森美鈴
- 音効（第8回ではMA／SEと表記）：山本大輔
- 協力：関西東通、マウス、戯音工房、東京衣裳、京阪商会、思巧堂、ビーム、ナイスマックス、ARCHE南堀江店、北の味紀行と地酒 北海道、JET PRODUCTION（第4回〜）、AZITO（第1〜3回まで、第9回以降）
- 番組宣伝：野嵜喜美子（ABC）
- 庶務：楠本芳子（ABC）
- AD：三谷裕子（ABC）
- ディレクター：小川鉄平（ABC）、吉井大二郎（ウォークオン）
- チーフディレクター：山下浩司（ABC、第8回までディレクター）
- プロデューサー：小川隆弘・梶原英明（2人共ABC、梶原→第7回までD）、小林真未子（よしもとクリエイティブ・エージェンシー）
- 制作協力：吉本興業
- 制作著作：ABC

### 過去のスタッフ
- 編成／CP：板井昭浩（ABC）
- プロデューサー：岩田潤・藤田和弥・大幸雅弘・植田貴之（ABC）、片山勝三・北橋悠祐（よしもとクリエイティブ・エージェンシー）
- ディレクター：芝聡・山田政臣・高岡めぐみ・伊地智厚太（ABC）、山内貴博（ABCリブラ）
- 番宣：澤野井信宏（ABC）、荒川美幸（ABC）
- 構成：武輪真人（第7回まで）
- ENG：冨田典嗣
- 美術プロデューサー：田中彰洋（ABC）
- EED：西本武史・足立広輔・川邊祥子（東通AVセンター）、野崎隼人・完山知佳（アイネックス）、清水真貴（P-CUBE）
- 協力：アイネックス、ピー・キューブ、つむら工芸、高津商会、シュプール

## 放送日
- 第1回：2006年10月6日金曜日24:24〜25:19〔JST〕
- 第2回：2007年3月23日金曜日24:24〜25:19
- 第3回：2007年6月22日金曜日24:24〜25:19（再放送は2008年1月1日火曜日24:40〜25:35）
- 第4回：2008年7月11日金曜日24:24〜25:19（再放送は2009年1月1日木曜日24:40〜25:35）
- 第5回：2009年3月20日金曜日24:24〜25:19（再放送は2010年1月1日金曜日24:40〜25:35）
- 第6回：2010年1月4日月曜日23:17〜24:17（再放送は2011年1月1日土曜日24:20〜25:20）
- 第7回：2011年1月4日火曜日23:17〜24:17
- 第8回：2011年8月10日水曜日23:47〜24:47
- 第9回：2012年1月5日木曜日23:17〜24:17
- 第10回：2012年8月13日月曜日23:47〜24:47

## ネット局
- 朝日放送
- テレビ朝日
- テレビ山梨
- 長野朝日放送
- 富山テレビ放送
- 山陰放送
- 広島ホームテレビ - 2007年から深夜枠で放送
- 東日本放送
- 山形テレビ
- 岩手朝日テレビ
- 琉球朝日放送

## DVD
2011年8月10日に第1回から第7回が収録されたDVDが発売された。